# Patene

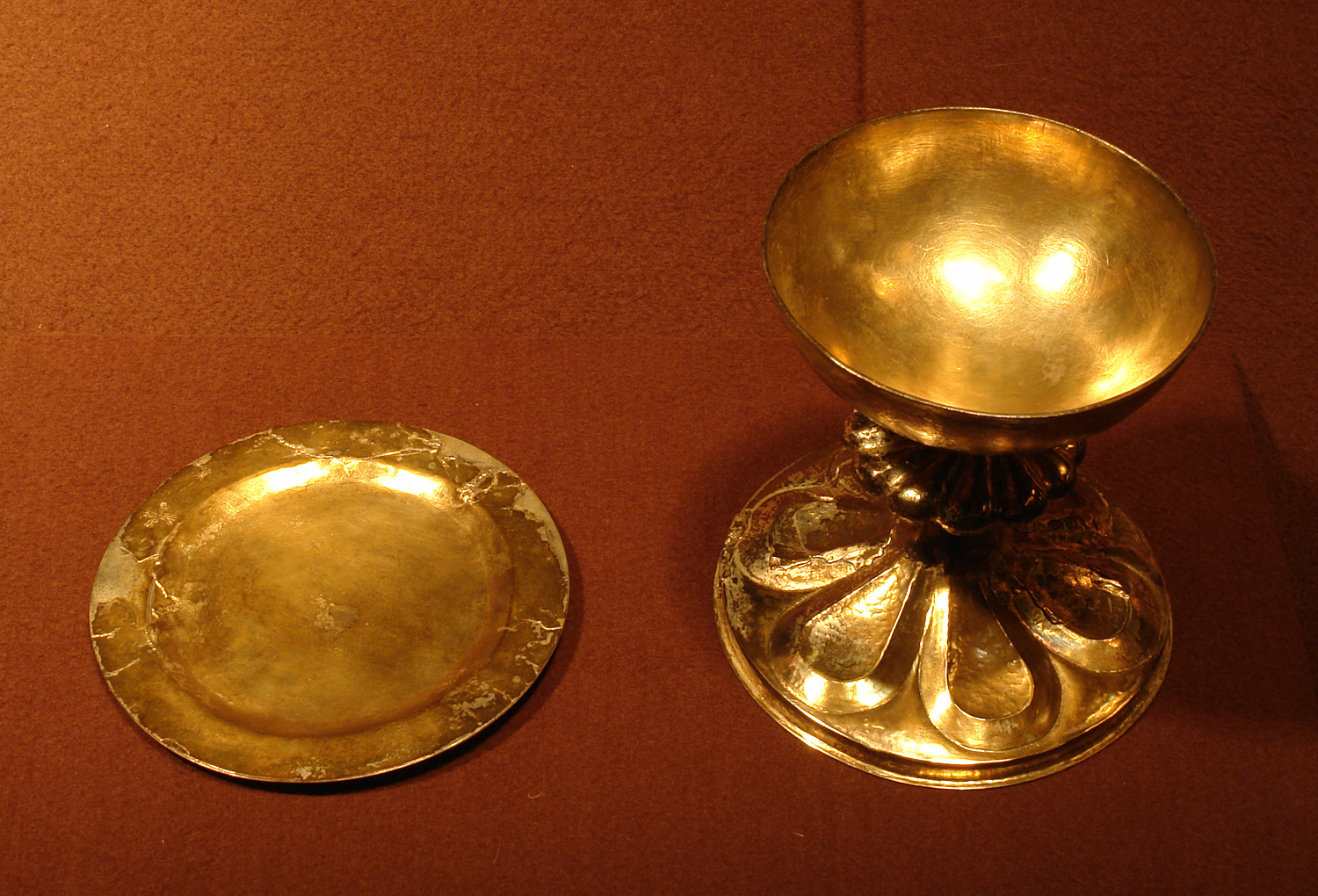
Patene und Kelch, Bremer Dom, um 1400

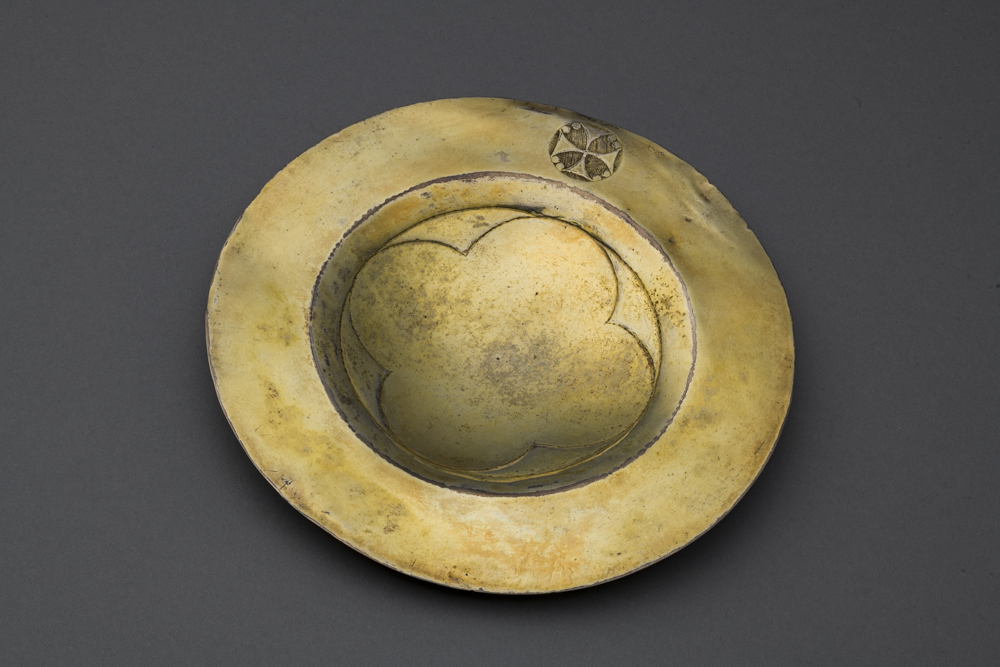
Patene des Domherrn Dr. Udalrich Stibler, um 1500–1520, Domschatz Halberstadt

Die Patene (von altgriechisch πατάνη patáne, lateinisch patina, mittellateinisch patena ‚Schale‘) ist ein liturgisches Gefäß, das bei der Feier der Eucharistie verwendet wird. Sie gehört damit zu den Vasa sacra. Die Patene hat die Form einer mehr oder weniger flachen runden Schale (Hostienschale).
In der römisch-katholischen Kirche liegt sie in der Heiligen Messe zu Beginn der Gabenbereitung auf dem Kelch und trägt die große Zelebrationshostie. Bei der Spendung der Priesterweihe werden Kelch und Patene als „den inneren Sinn der Handauflegung ausdeutende liturgische Symbole“ überreicht. Die Patene wird zumeist aus Gold oder vergoldetem Silber und passend zu einem Kelch gefertigt. Die liturgischen Bestimmungen sehen vor, dass vor allem Kelch und Hostienschale mit besonderer Ehrfurcht behandelt und aus edlem Metall hergestellt werden sollen. Wenn sie aus einem Metall angefertigt sind, das weniger edel als Gold ist, sollen sie grundsätzlich innen vergoldet werden.
Die Patene soll auch bei der Mundkommunion unter das Kinn desjenigen gehalten werden, der den Leib Christi empfängt, um zu vermeiden, dass Partikel der zur Kommunion gereichten Hostie verloren gehen. Es gibt zu diesem Zweck auch besondere Kommunionpatenen mit einem längeren Griff.

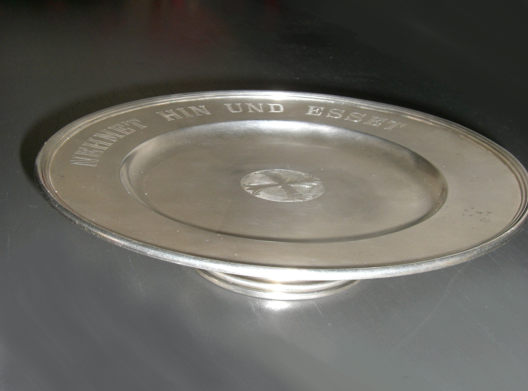
Abendmahlspatene der evangelischen Kirche

In evangelischen Kirchen liegt beim Abendmahlsgottesdienst das Brot bei der Austeilung auf der Patene und wird von dort den Gläubigen gereicht. Dabei spricht der Austeilende eine Spendeformel, beispielsweise „Christi Leib, für dich gegeben“ oder „Brot des Lebens“.
In der Selbständigen Evangelisch-Lutherischen Kirche und in der Christengemeinschaft liegt die Patene auf dem Abendmahlskelch und trägt die Hostien und die große Schauhostie. In allen Gemeinden der Selbständigen Evangelisch-Lutherischen Kirche ist die Mundkommunion üblich, die von den Kommunikanten kniend empfangen wird. Dabei wird die Patene unter das Kinn des Kommunikanten gehalten, damit keine Partikel der konsekrierten Hostie auf den Boden oder auf das Kleidungsstück fallen. Während der Austeilung spricht der Pfarrer: „Nehmt hin und esst, dies ist der wahre Leib unseres Herrn und Heilandes Jesu Christi, für euch dahin gegeben in den Tod.“ Die Austeilung des Leibes Christi ist dem Pfarrer vorbehalten, da dieser zum Altarsakrament zulässt. Kommunionhelfern ist gestattet, den Abendmahlskelch zu reichen.

## Literatur

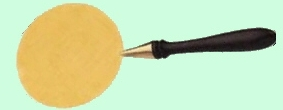
Kommunionpatene mit Griff